# Larrissa Miller
Larrissa Miller (Moranbah, 12 luglio 1992) è una ginnasta australiana.
Ha partecipato ai mondiali di Londra 2009 e Rotterdam 2010, e alle Olimpiadi di Londra 2012; ha fatto parte della squadra vincitrice dell'argento ai XX Giochi del Commonwealth.